# AOC Loupiac

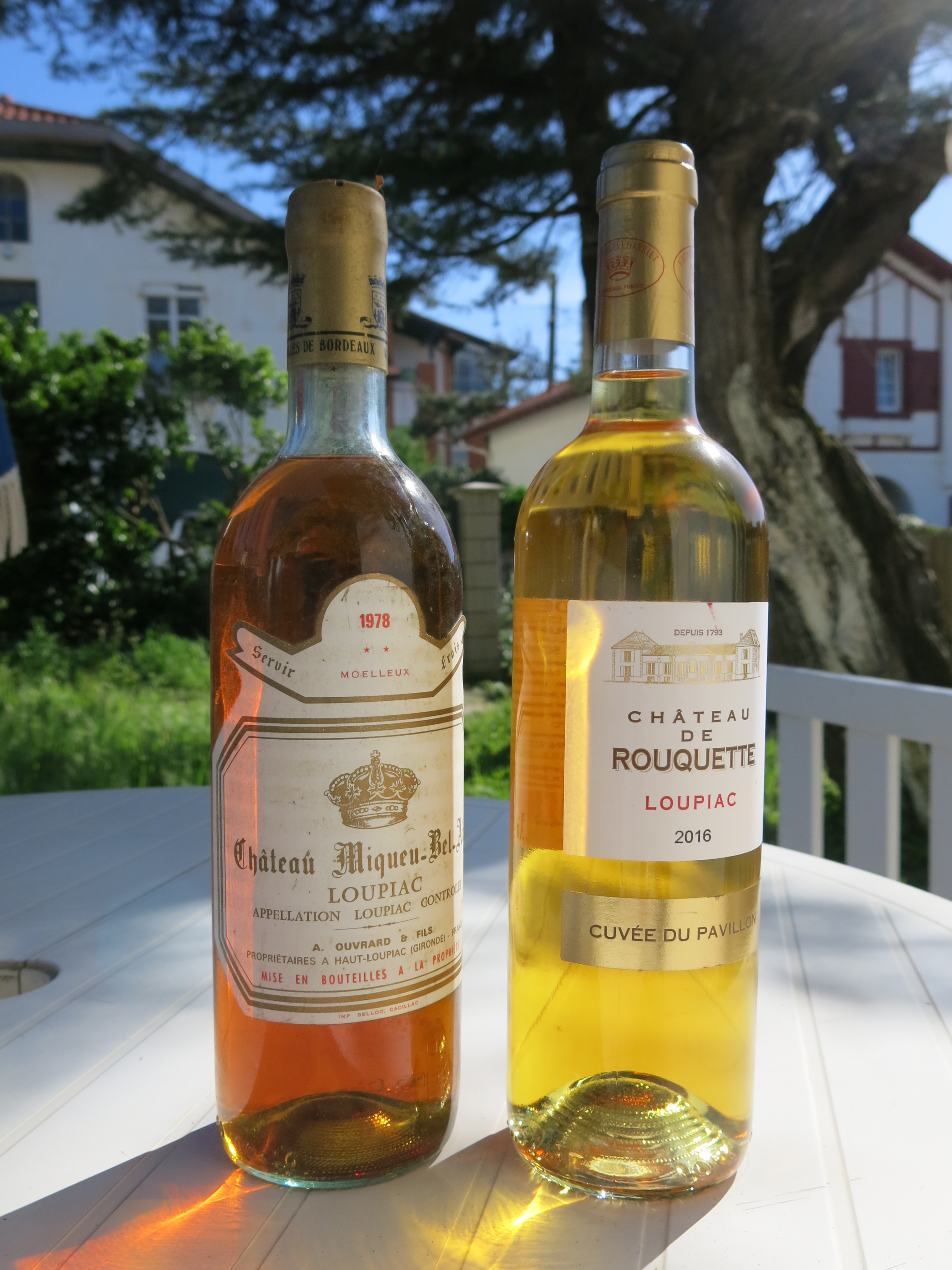

Loupiac es una denominación de origen controlado de la región vinícola de Burdeos. Se trata de vinos blancos (vins d'or) elaborados con uvas cosechadas en el interior del territorio de la comuna de Loupiac con la excepción de las parcelas de aluvión moderno denominadas localmente «palus».
Las variedades autorizadas son semillón, sauvignon y muscadelle. Los vinos blancos deben provenir de mostos que contengan un mínimo y antes de todo enriquecimiento o concentración de 221 gramos de azúcar natural por litro y presenten, después de la fermentación, un grado alcohólico mínimo de 13º de alcohol total, con un mínimo de 12,5º de alcohol adquirido. 
La producción no puede exceder de 40 hectolitros por hectárea de viña en producción. La producción media anual de esta denominación es 12.550 hl y la superficie declarada, 350 hectáreas. 